# 中国烹饪协会
中国烹饪协会（英文名称China Cuisine Association,缩写CCA，简称中国烹协），是经中华人民共和国有关部门批准成立，并在中华人民共和国民政部登记的全国餐饮业行业协会，成立于1987年4月。

## 历史
在商业部和有关部门的支持下，1987年4月17日，“中国烹饪协会”第一次代表大会在北京人民大会堂开幕。习仲勋、陈丕显等领导人出席了大会。世界厨师协会联合会主席汉斯·富士勤等代表也前来参会。协会在民政部注册登记。
协会自1987年加入世界厨师联合会成为第40个国家级会员单位以来，与世界上60多个国家和地区的餐饮与厨师组织建立了广泛的联系和良好的合作。协会每年组织国内餐饮企业相关人员到餐饮业发达国家考察交流，引进国外先进的餐饮管理经验与烹饪技术，提高国内餐饮企业的竞争力。同时，协会还与世界各地的中餐行业组织保持密切的联系，通过组织各种形式的行业交流和技术交流，不断弘扬中华烹饪文化，提高中餐在世界的地位和影响，为中国餐饮业的国际化和现代化进程而努力。

## 协会性质
中国烹饪协会是由全国从事餐饮业经营、管理与烹饪技艺、饮食文化实践与理论研究、餐饮行业教育、食品营养研究的企事业单位、社会团体和从业人员，以及与餐饮行业发展相关联的企事业单位和相关人员等自愿结成的全国性、行业性社会团体，是非营利性社会组织。

## 职能
根据大会通过的组织章程，中国烹饪协会的性质可以概括为：由全国餐饮业从业者自愿组成的全国性跨部门、跨所有制行业组织，非营利性社会团体。
中国烹饪协会的宗旨是弘扬中华饮食文化，传承传统烹饪技艺，维护会员合法权益，繁荣现代餐饮市场，倡导企业诚信自律，促进中国餐饮业可持续健康发展。

## 业务范围
中国烹饪协会的业务范围如下：
（一）宣传贯彻国家政策法规；对有关餐饮业的方针、政策、规划、措施等开展调查研究，并向政府提出合理化意见建议；积极参与起草行业法规、国家标准和行业标准，研究制定团体标准；
（二）发挥桥梁、纽带作用，及时反映会员和行业的有关问题、意见和诉求，维护会员合法权益，总结、交流和推广餐饮行业改革创新和开拓市场的经验；加强行业自律和职业道德建设，推进行业诚信体系建设；
（三）接受政府有关部门委托，积极争取政府购买服务项目；经政府有关部门批准，组织餐饮行业职业技能鉴定和水平评估，提高餐饮从业人员技能水平，加强餐饮企业管理体系建设；根据授权开展行业统计分析，加强行业调研、饮食文化和烹饪理论研究；
（四）根据市场和行业发展需要，通过组织和开展各类竞赛、培训、会议、展览、交流等活动，提升从业人员综合素质，促进餐饮行业在烹饪技艺、经营管理、品牌塑造、饮食文化等方面水平提升，推动餐饮行业规范化、科学化、产业化发展；
（五）推动和加强境内外餐饮行业交流与合作，提高餐饮行业的社会地位和国际影响力；宣传推广中国传统饮食文化，贯彻落实“提高国家文化软实力”，推动中餐走向世界；
（六）在全行业宣传和普及餐饮食品安全和膳食营养健康知识，倡导绿色经营和科学膳食；
（七）通过会刊、网络及相关书籍，为会员提供信息服务；
（八）开展行业和社会公益活动。

## 组织机构
- 党总支办公室
- 办公室
- 人事法务部
- 财务部
- 会员部
- 大型活动部
- 行业发展部
- 信息宣传部
- 培训部
- 品牌工作办公室
- 竞赛工作办公室
- 快餐专业委员会
- 火锅专业委员会
- 企业家工作委员会
- 团餐专业委员会
- 国际美食专业委员会
- 小吃专业委员会
- 民族餐饮旅游专业委员会
- 正餐专业委员会
- 休闲简餐与饮品专业委员会
- 名厨专业委员会
- 餐饮服务专业委员会
- 餐饮教育工作委员会
- 总厨专业委员会
- 素食专业委员会
- 烤鸭专业委员会
- 餐饮供应链与新零售工作委员会
- 文旅特色美食发展工作委员会
- 预制菜专业委员会
- 中式菜肴研发中心

## 历任领导
| 届次         | 时间                | 会长   | 秘书长       |
| ------------ | ------------------- | ------ | ------------ |
| 一           | 1987年—1992年       | 姜 习  | 王福棫       |
| 二           |                     | 张世尧 | 林则普（兼） |
| 三           |                     | 张世尧 | 杨 柳（兼）  |
| 四           |                     | 苏秋成 | 冯恩援       |
| 五           |                     | 苏秋成 | 冯恩援       |
| 第六届理事会 | 2014年9月—2017年5月 | 姜俊贤 | 乔 杰        |
| 第六届理事会 | 2017年5月—2020年9月 | 姜俊贤 | 佟 琳        |
| 第七届理事会 | 2020年9月—2022年4月 | 傅龙成 | 佟 琳（兼）  |
| 第七届理事会 | 2022年4月—          | 杨 柳  | 佟 琳（兼）  |